# Jeseník nad Odrou
Jeseník nad Odrou (en allemand : Deutsch Jasnik) est une commune du district de Nový Jičín, dans la région de Moravie-Silésie, en République tchèque. Sa population s'élevait à 1 972 habitants en 2020.

## Géographie
Jeseník nad Odrou est arrosée par l'Oder et se trouve à 9 km à l'ouest-nord-ouest de Nový Jičín et à 255 km à l'est-sud-est de Prague.
La commune est limitée par Vražné et Mankovice au nord, par Bernartice nad Odrou à l'est, par Starý Jičín au sud-est et au sud, et par Polom et Bělotín à l'ouest.

## Histoire
La première mention écrite de la localité date de 1383.

## Administration
La commune se compose de cinq quartiers :
- Jeseník nad Odrou
- Blahutovice
- Hrabětice
- Hůrka
- Polouvsí